# John Hewson

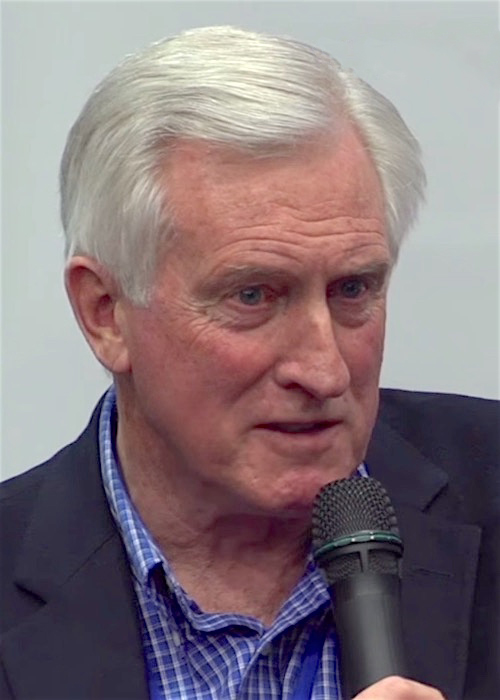
John Hewson (2016)

John Hewson (ur. 28 października 1946 w Carlton w Nowej Południowej Walii) – australijski polityk i ekonomista.
Uczęszczał na studia w Sydney, w Saskatchewan w Kanadzie i na uniwersytecie Johns Hopkins w Stanach Zjednoczonych. Doktor nauk ekonomicznych, od 1973 wykładała na różnych uczelniach. W 1978 został profesorem ekonomii i polityki. Od 1983 do 1986 dyrektor School of Economics Uniwersytetu Nowa Południowa Walia. Od 1984 do 1987 kierownik uniwersyteckiego ośrodka badań nad japońskim systemem administracji. Po wyborach do parlamentu w marcu 1990 lider opozycyjnej Liberalnej Partii Australii.